# Meike Kämper
Meike Kämper (* 23. April 1994 in Essen) ist eine ehemalige deutsche Fußball-Torhüterin.

## Karriere

### Vereine
Meike Kämper begann ihre fußballerische Karriere bei ihrem Heimatverein VfL Sportfreunde 07 Essen und wechselte 2008 in die Jugendabteilung des FCR 2001 Duisburg. 2009 gewann sie mit der Auswahl des Fußballverbands Niederrhein den U-17-Länderpokal. Nach einigen Einsätzen für Duisburgs zweite Mannschaft gab sie am 12. November 2011 beim 3:1-Erfolg gegen Bayern München schließlich ihr Debüt in der ersten Bundesliga. Im Sommer 2021 beendete sie aus beruflichen Gründen ihre Karriere als Fußballerin. Im März 2022 wurde sie für die SGS Essen, bei der sie die Nachwuchstorhüterinnen trainierte, noch einmal für ein Bundesliga-Spiel als Torhüterin reaktiviert, da keine Torhüterin aus dem Kader zur Verfügung stand.

### Nationalmannschaft
Kämper durchlief sämtliche Juniorenauswahlen des Deutschen Fußball-Bundes. Nachdem sie 2008 und 2009 in vier Partien das Tor der U-15-Juniorinnen gehütet hatte, nahm sie 2010 mit der U-16-Nationalelf am Nordic Cup teil und belegte dort nach einer Finalniederlage gegen die USA Rang zwei. Im selben Jahr war sie Teil des deutschen Teams, das bei der U-17-Weltmeisterschaft im Viertelfinale ausschied, blieb dort allerdings ohne Einsatz. 2011 gehörte sie zum deutschen Aufgebot bei der U-17-Europameisterschaft und wurde im Spiel um Platz drei nach der Halbzeit eingewechselt. Am 26. Oktober 2011 kam Kämper im Rahmen des Testspiels gegen die schwedische Auswahl erstmals für die deutsche U-19-Nationalelf zum Einsatz und nahm mit ihr 2013 an der EM-Endrunde in Wales teil. 2012 gehörte sie zum Kader der U-20-Nationalmannschaft, die bei der Weltmeisterschaft in Japan den zweiten Platz belegte. Mit der Mannschaft nahm sie auch an der vom 5. bis 24. August 2014 in Kanada ausgetragenen U-20-Weltmeisterschaft teil, bestritt fünf von sechs Turnierspielen und wurde mit dem 1:0-Sieg n. V. im Finale gegen die Auswahl Nigerias Weltmeisterin. Mit dem Goldenen Handschuh wurde sie als beste Torhüterin des Turniers ausgezeichnet.
Am 11. November 2014 wurde sie von Bundestrainerin Silvia Neid für das am 23. November 2014 stattfindende Testländerspiel gegen England erstmals in den Kader der A-Nationalmannschaft berufen.

## Erfolge
- U-20-Weltmeisterin 2014
- U-20-Vizeweltmeisterin 2012
- Dritte der U-17-Europameisterschaft 2011
- U-17-Länderpokal-Siegerin 2009

## Auszeichnungen
- Goldener Handschuh (Beste Torhüterin der U-20-Weltmeisterschaft 2014)